# Brighton (Nouvelle-Zélande)
Pour les articles homonymes, voir Brighton (homonymie).
Brighton est une petite ville de bord de mer, située à l’intérieur des limites de la cité de Dunedin, dans l’Île du Sud de la Nouvelle-Zélande.

## Situation
Elle est localisée à 20 kilomètres au sud-ouest du centre de la cité de Dunedin sur le trajet de la route touristique du Sud (en). La ville fait face à une petite baie, qui est appréciée avec ses larges plages. D’autres plages s’étendent de là jusqu’à l’embouchure du fleuve Taieri, située à 20 kilomètres vers le sud. Ces plages rendent la zone très populaire pour les promenades de la journée à partir de Dunedin.

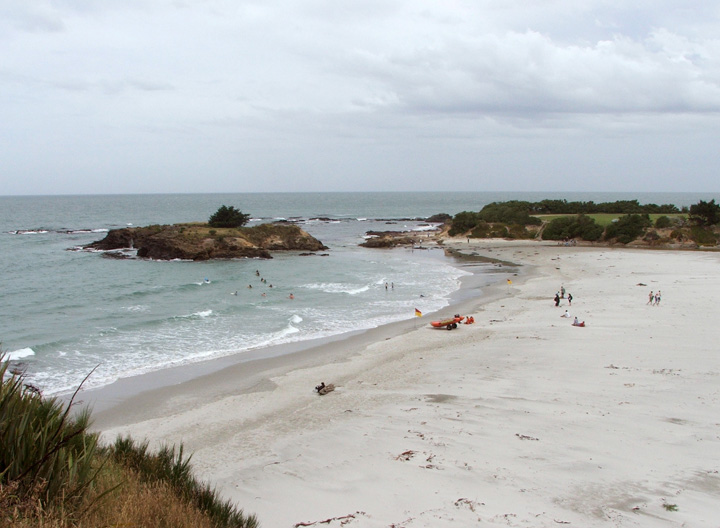
Plage de Brighton, immédiatement au sud-est de la ville de Dunedine

## Toponymie
La ville fut nommée par l’un des premiers résidents, Hugh Williams, pour la ville de Brighton en Angleterre, mais elle est souvent confondue avec la ville de New Brighton, située près de la cité de Christchurch.

## Accès
Brighton est connecté par une route côtière à la ville de Dunedin, et aussi à la ville dortoir de Waldronville vers le nord-est (et de là vers Dunedin lui-même) et avec l’embouchure du fleuve Taieri vers le sud-ouest. La ville d’Ocean Grove est située immédiatement à l’est de Brighton, dont elle est séparée par un large promontoire (connu simplement sous le nom de Big Rock), qui est juste en direction de l’océan vers le nord-est de la plage de Brighton. La route côtière sinue autour de ce promontoire à son entrée dans la ville de Brighton en venant de Dunedin.
A l’extrémité sud de la plage se trouve l’embouchure de Otokia Creek, un petit ruisseau, qui a sa source à quelque 10 km vers le sud-ouest dans les collines côtières, qui séparent la côte de la plaine de Taieri (en).

## Personnalités liées à la commune
- Le poète James K. Baxter (1926–1972) a grandi au niveau de la localité de Brighton. Certains de ses vers sont relatifs au secteur. Sa famille vivait dans la maison du « 15 Bedford Parade », qui existe toujours.
- L’ancien joueur de rugby des All Black Jeff Wilson vivait là avec sa femme Adine Wilson (en), joueuse de netball,qui fut membre des Silver Ferns qui est Equipe internationale de Netball pour la Nouvelle-Zélande.